# Schwarzhäupterhaus (Riga)

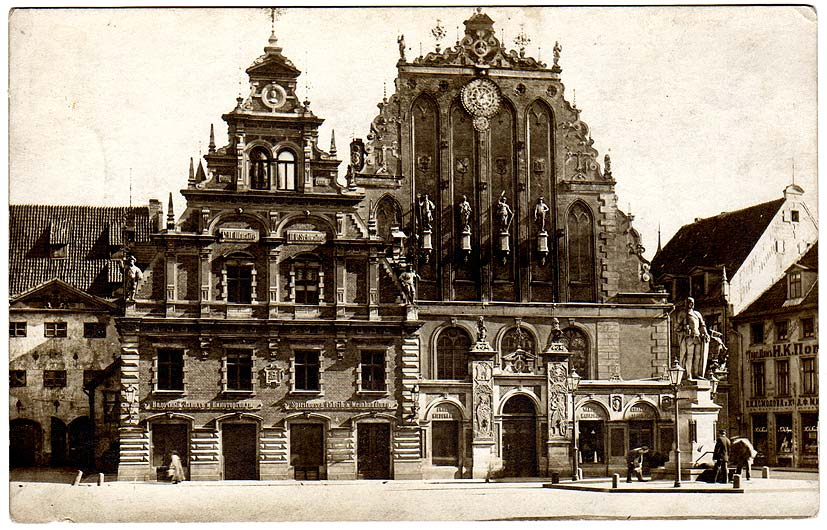
Fotografie Anfang d. 20. Jahrhunderts

Das Schwarzhäupterhaus (lettisch: Melngalvju nams) auf dem Rathausplatz der lettischen Hauptstadt Riga (lettisch: Rīga) wurde 1334 als das „Neue Haus der Großen Gilde“ erstmals urkundlich erwähnt. Es war jahrhundertelang der Sitz der Compagnie der Schwarzen Häupter, die ihm den Namen gaben. Nach der Zerstörung im Zweiten Weltkrieg wurde es von 1993 bis 1999 originalgetreu wiederaufgebaut. Seither ist es wieder eine der Hauptsehenswürdigkeiten Rigas.

## Geschichte

### Namensursprung
Die Compagnie der Schwarzen Häupter war aus der Ende des 13. Jahrhunderts tätigen Bruderschaft des Heiligen Georg hervorgegangen. Sie vereinigte junge, unverheiratete ausländische Kaufleute, die in Riga lebten, ohne das Bürgerrecht der Stadt zu besitzen. Anfangs war der heilige Georg der Schutzpatron dieses Bundes. 1416 erklärte die Bruderschaft den heiligen Mauritius zu ihrem Patron. Dessen Symbol, der Mohrenkopf, ging in das Wappen der Schwarzhäupter ein. Die Satzung der Compagnie von 1416 ist erhalten geblieben. Die Compagnie besteht heute noch mit Sitz in Bremen; ihre Mitglieder halten immer noch die alten Regeln ein.
Im Jahre 1447 vermietete der Rigaer Rat den Paradesaal des Obergeschosses an die Schwarzhäupter. Der Name „Schwarzhäupterhaus“ bürgerte sich ab 1687 ein.

### Spätmittelalter und Frühe Neuzeit
Im Spätmittelalter und in der Frühen Neuzeit diente das Haus sowohl den Kaufleuten als auch der vorwiegend deutschen Bürgerschaft Rigas für ihre Zusammenkünfte. Die Schwarzhäupter teilten sich dessen Räumlichkeiten mit der Großen Gilde, bis die Compagnie der Schwarzen Häupter das Haus 1713 erwarb. Auch danach blieb das Haus ein bevorzugter Ort des Rigenser Kulturlebens.
Das Haus entspricht den in anderen Städten zur damaligen Zeit errichteten Artushöfen. Das im gotischen Stil errichtete Haus entsprach mit seinem steilen Giebeldach, dessen First die stattliche Höhe von 27 Metern erreichte, einem mittelalterlichen Wohnhaus. Dem wechselnden Geschmack der Zeit folgend, wurde es mehrfach umgebaut. Die reich mit Skulpturen und Reliefs verzierte Giebelfassade des Gebäudes wurde, dem Vorbild holländisch-flämischer Zunfthäuser gemäß, im manieristischen Stil umgestaltet. In die Fassade wurde 1626 eine astronomische Uhr eingefügt, die der Uhrmachermeister Matis als „Calendarium perpetuum“ (deutsch: „Ewiger Kalender“) gefertigt hatte. Ihm seien danach, so die Legende, die Augen ausgestochen worden, damit er für keine andere Stadt etwas ähnlich Prachtvolles schaffen könne. Um 1800 wurde das Schwarzhäupterhaus nach Plänen von Christian Haberland neu gestaltet, die Freitreppe, die in den Festsaal im Obergeschoss führte, wurde durch Treppen im Gebäude ersetzt.

### Zerstörung

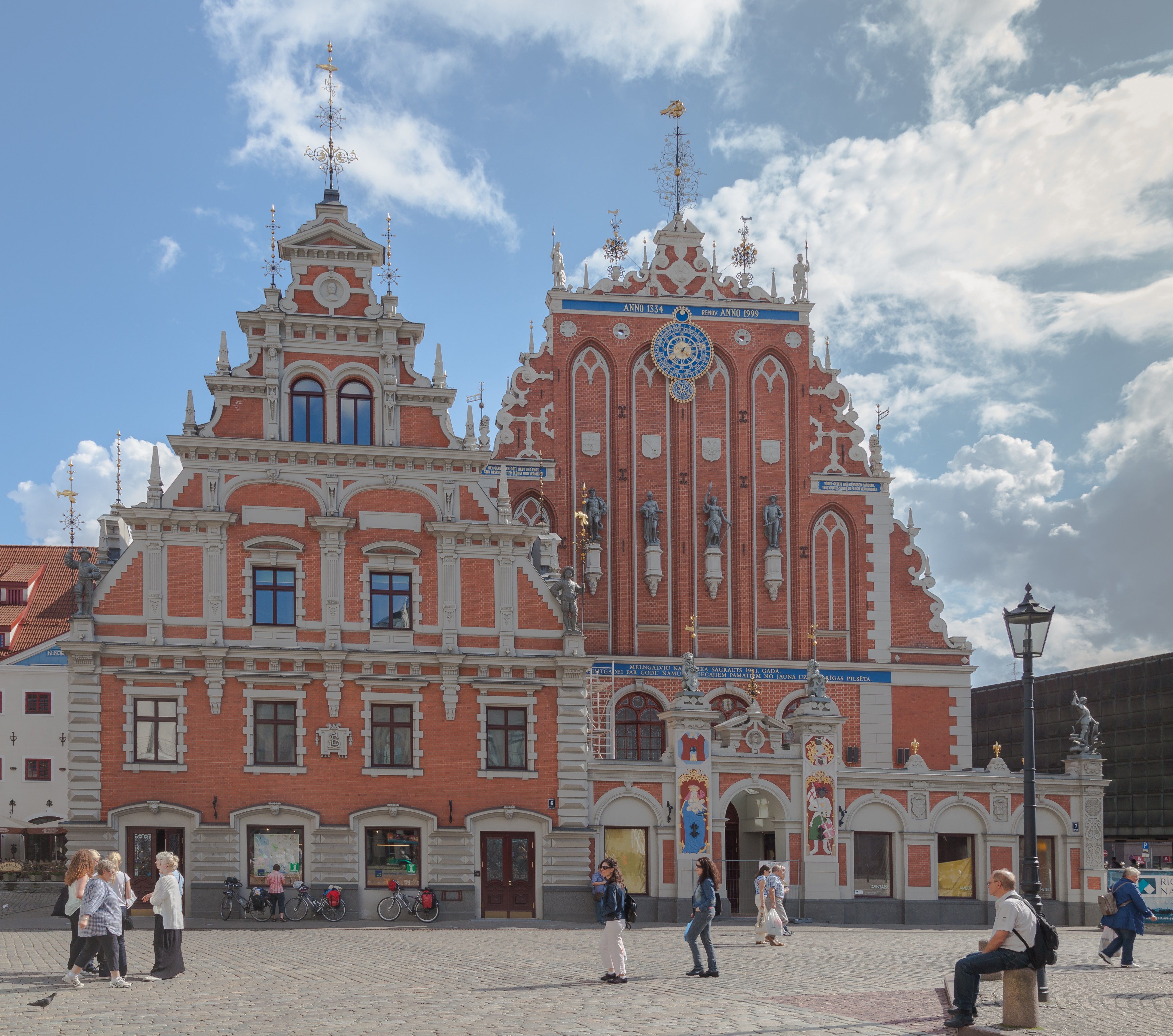
Rekonstruiertes Schwarzhäupterhaus am Rathausplatz

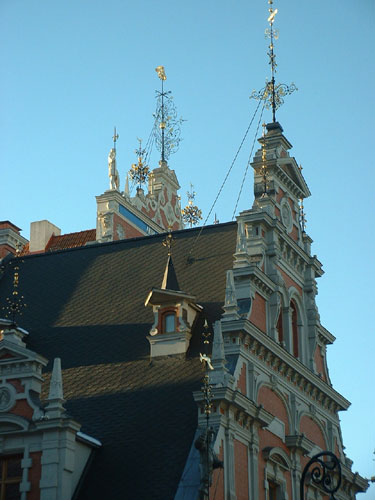
Giebel des Schwabehauses, dahinter Giebel des Schwarzhäupterhauses

Das Schwarzhäupterhaus wurde am 29. Juni 1941 durch den Beschuss von deutschen Truppen bei der Einnahme Rigas zerstört. Am 23. Mai 1948 wurde die verbliebene Ruine sowohl wegen der schweren Beschädigungen als auch aus ideologischen Gründen gesprengt. Die Fläche des Schwarzhäupterhauses wurde in den wesentlich vergrößerten Rathausmarkt einbezogen und blieb bis 1993 unbebaut. Denn die sowjetische Stadtplanung hatte vorgesehen, den Rathausplatz und die Altstadt durch eine Magistrale zu zerschneiden. Doch dazu kam es infolge der Wiederherstellung der lettischen Unabhängigkeit nicht mehr.

### Rekonstruktion
In Vorbereitung der 800-Jahr-Feier der Stadt wurde das Gebäude innerhalb von sieben Jahren originalgetreu rekonstruiert. Tausende von Rigensern standen stundenlang in der Schlange, um symbolisch einen Stein (für 5 Lats) beizusteuern. Am 9. Dezember 1999 wurde das rekonstruierte Haus wieder eröffnet. So wurde die in vergangener Zeit zwischen den Schwarzhäuptern und der Stadt Riga in Anerkennung der jahrhundertealten Beziehungen getroffene „Übereinkunft“ Wirklichkeit:
| deutsch                                                      | lettisch                                          |
| ------------------------------------------------------------ | ------------------------------------------------- |
| Sollt ich einmal fallen nieder, So erbauet mich doch wieder. | Ja man kādreiz sagrūt būs, mani atkal celiet jūs! |

Bei der Rekonstruktion des Schwarzhäupterhauses wurde der Keller, der bei der Sprengung zugeschüttet wurde, von den Gebäuderesten befreit. Manches Detail konnte gerettet werden und wird nun wieder in den Kellerräumen ausgestellt.
Im Schwarzhäupterhaus befindet sich heute neben städtischen Veranstaltungsräumen auch das Touristenbüro der Stadt Riga sowie ein Café.
Zu dem Gebäudekomplex gehören auch das angrenzende Schwabe-Haus und der Speicher der Blauen Garde.
Zwischen dem Schwarzhäupterhaus und dem gegenüberliegenden Rathaus befindet sich das Symbol für die städtische Freiheit – der Roland mit dem Rigaer Wappen und dem Schwert.

## Fassadeninschriften
- Über der Uhr:

„ANNO 1334 – RENOV. ANNO 1999“
- Linke Seite, unterhalb der Löwenskulptur:

„DEN GERECHTEN GOTT LIEBT UND EHRT,
SEIN GESCHLECHT ER SEGNET UND VERMEHRT.“
- Rechte Seite, unterhalb der Löwenskulptur:

„WIDER GESETZ UND GEWISSEN HANDELN,
THUT GOTTES SEGEN IN FLUCH VERWANDELN.“
- Über den Fenstern der 2. Etage:

„MELNGALVJU NAMS TIKA SAGRAUTS 1941. GADĀ.
PILSĒTAS ASTOŅSIMTGADEI PAR GODU NAMU UZ VECAJIEM PAMATIEM NO JAUNA UZCĒLA RĪGAS PILSĒTA.“
deutsch:
„Das Schwarzhäupterhaus wurde zerstört im Jahre 1941.
Zu Ehren der 800-Jahr-Feier der Stadt wurde das Haus von der Stadt Riga wieder aufgebaut.“

## Fassadenschmuck

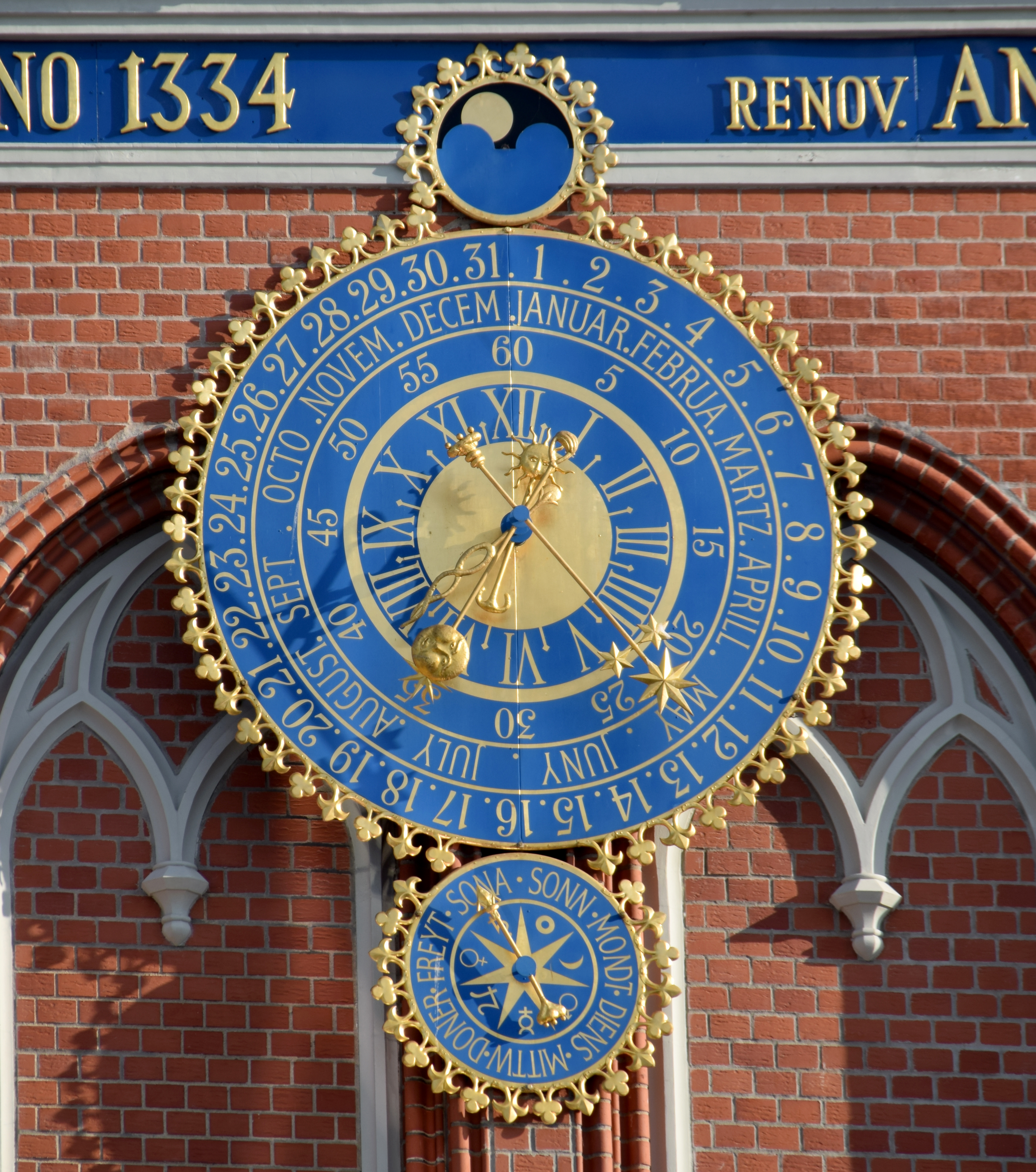
Astronomische Uhr am Schwarzhäupterhaus

Auf der Giebelspitze befindet sich die Wetterfahne „Heiliger Georg im Kampf mit dem Drachen“. Direkt darunter an der Giebelfassade befindet sich das Relief des König Arthus mit Zepter und Reichsapfel. Links von ihm auf der Fassade steht ein Löwe mit Schild und rechts von ihm ein Blumenstrauch mit Möwe.
Unter dem Relief von König Arthus befindet sich eine astronomische Uhr. Sie zeigt außer den Mondphasen, den Tierkreiszeichen und der Uhrzeit auch das jeweilige Datum und den Wochentag an. Die jetzige Uhr ist ein in Regensburg hergestellter Nachbau, der Uhr von 1626. Darunter  sind das Rigenser Stadtwappen angebracht und daneben die Wappen der drei Hansestädte, denen Riga besonders verbunden war: Bremen, Lübeck und Hamburg. Sie werden rechts und links von Löwen bewacht. Jeweils unter den Stadtwappen befinden sich die Skulptur des Neptun, die Allegorien der Eintracht und des Friedens und die Skulptur des Merkurs. Im unteren Bereich der Fassade des Schwarzhäupterhauses sind weiterhin zu finden: Löwen, das Rigaer Stadtwappen, das Wappen der Compagnie der Schwarzen Häupter, die beiden Schutzheiligen Maria und Mauritius, die Stadtwappen von Reval und Dorpat und die Skulptur des Heiligen Georgs im Kampf mit dem Drachen.
An den beiden Giebelseiten des benachbarten Schwabe-Hauses befinden sich Figuren der Landsknechte.

## Innenausstattung

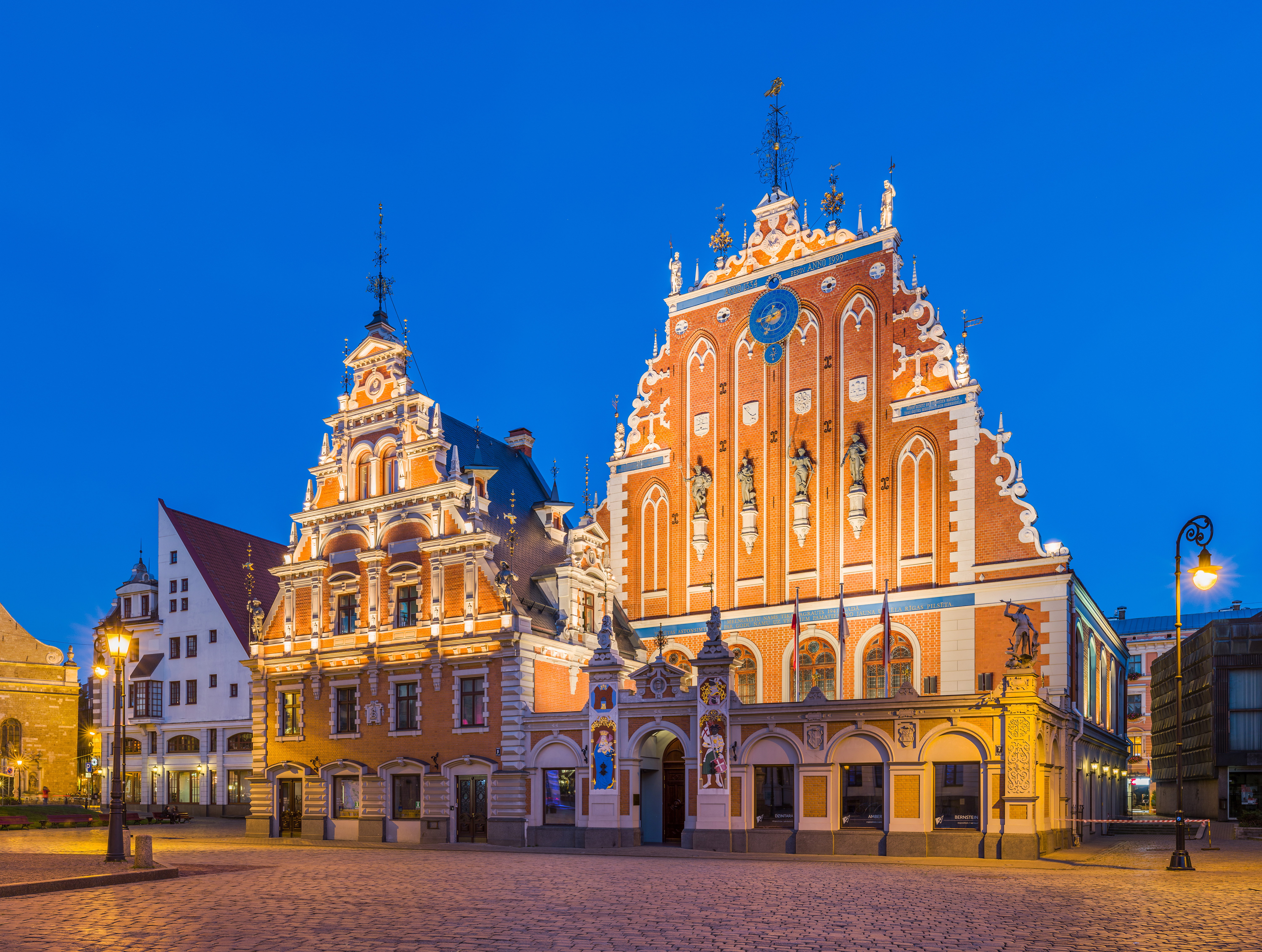
Schwarzhäupterhaus am Abend

Im Inneren des Schwarzhäupterhauses befindet sich das Zimmer des Maigrafen, der bei den regelmäßigen Umtrunken, die in der Gilde und bei den Schwarzhäuptern üblich waren, den Vorsitz hatte. Im Kabinett und Archivraum der Compagnie der Schwarzen Häupter sowie im Museum findet man eine Vielzahl von Exponaten und Leihgaben aus lettischen, deutschen und russischen Museen über die Schwarzhäupter.
Im Aufgang zum Großen Festsaal des Hauses befinden sich die Büsten von Johann Sebastian Bach, Georg Friedrich Händel, Joseph Haydn, Wolfgang Amadeus Mozart, Ludwig van Beethoven, Franz Schubert, Richard Wagner und Johannes Brahms. Im Februar 1830 sang hier Anna Pauline Milder-Hauptmann erstmals Franz Schuberts Gesangsszene Der Hirt auf dem Felsen.
Der Große Festsaal mit einer Fläche von 330 m² wurde in alter Pracht wiederhergestellt, mit allem Wand- und Deckenschmuck und den Gemälden der schwedischen Könige Gustav Adolf II., Karl XI. und Karl XII., der Königin Christine sowie der russischen Zarin Katharina II., des Zaren Peter I. und des Großfürsten Paul I. An den Großen Festsaal grenzt der Lübecker Saal mit einer Fläche von 120 m². Ihn ziert das Lübecker Panorama. Darüber hinaus gibt es einen Salon und den Lettischen Saal.